# Барбадосский доллар
Барбадосский доллар — денежная единица государства Барбадос.
Один барбадосский доллар равен 100 центам. Международное обозначение — BBD.
В денежном обращении находятся банкноты номиналом в 100, 50, 20, 10, 5 и 2 доллара, монеты номиналом в 1 доллар, 25, 10, 5 и 1 центов. Валюта жестко привязана к доллару США в точном соотношении 2:1.

## История
История денежного обращения в британской колонии Барбадос тесно следует, истории британских колоний восточной части Карибского бассейна. Несмотря на провозглашение королевой Анной в 1704 золотого стандарта в Вест-Индии, серебряные реалы и испанских доллары, а затем мексиканские доллары по-прежнему образовали основную часть действующих валют в регионе во второй половине девятнадцатого века.
Великобритания приняла золотой стандарт в 1821 году и утвердила это в Совете в 1838 году в результате чего Барбадос официально принял британский Фунт стерлингов с 1848 года. Однако, несмотря на обращение британских монет в Барбадосе серебряные реалы продолжали находиться в обращении наряду с ними и частный сектор продолжал использовать долларовые банкноты и монеты для расплаты. Международный кризис по снижению стоимости серебра в 1873 году положило конец эпохи серебряного доллара в Вест-Индии и серебряные доллары были обесценены в Барбадосе в 1879 году. Первая национальная валюта в названии которой присутствовало название доллар появилось в Барбадосе в форме частных банкнот введённых в 1882 году. Эти доллары были выпущены и распространены вместе с британскими фунтами стерлингов, и вместе с векселями 1 фунт, выпущенные правительством в 1917 году. С 1920 года некоторые из частных банкнот также были обесценены, и обменивались по курсу 1 доллар = 4 шиллинга.
С 1949 года, с введением доллара Британской Вест-Индии, валюта Барбадоса стал официально связана с деятельностью Британской восточной части Карибского бассейна и территории в целом. В период с 1938 по 1949 год, правительство Барбадоса выпускало бумажные банкноты в долларах. Последние купюры частного банка были выпущены в 1949 году. Британские монеты фунта стерлингов были заменены на новые монеты в 1955 году. В 1965 году Восточно-карибский доллар заменил доллар Британской Вест-Индии в Барбадосе.
Доллар Барбадоса был создан после создания Центрального банка Барбадоса (НБР), который был основан Парламентом в мае, 1972 года. Доллар Барбадос заменил Восточно-карибский доллар по номинальной стоимости в 1973 году. С 5 июля 1975 года, доллар Барбадос был привязан по фиксированному обменному курсу к доллару США по ставке 1 доллар США = 2 долларам Барбадоса.

## Монеты
В 1973 году, были введены монеты достоинством в 1 цент, 5 центов, 10 центов, 25 центов, и 1 доллар. До 1991 года, 1 цент изготовлялся из бронзы. С 1992 года, для его изготовления применяется цинк c медным покрытием. Монета 5 центов изготовляется из латуни. Большинство монет в обращении изготовлены Королевским монетным двором Канады.
Монеты в 1 цент с 7 мая 2014 года в обращение не выпускаются. Цены в розничной торговле подлежат округлению до 5 центов, однако монеты в 1 цент остаются законным платёжным средством.
| монета 1 цент 2010 Барбадос   | 1 цент                     | 1 цент                             | 1 цент                                                             | 1 цент                                                             |
| монета 1 цент 2010 Барбадос   | Художник: (PN) Филип Натан | Художник: (PN) Филип Натан         | Монетный двор: Королевский Канадский монетный двор, Оттава, Канада | Монетный двор: Королевский Канадский монетный двор, Оттава, Канада |
| монета 1 цент 2010 Барбадос   | Номинал: 1 цент            | Металл: Сталь, покрытая медью      | Тираж:                                                             | Качество:                                                          |
| монета 1 цент 2010 Барбадос   | Выпущена: 2007—2012        | Диаметр: 18,86 мм                  | Вес: 2,78 гр                                                       |                                                                    |
| монета 5 центов 2012 Барбадос | 5 центов                   | 5 центов                           | 5 центов                                                           | 5 центов                                                           |
| монета 5 центов 2012 Барбадос | Художник: (PN) Филип Натан | Художник: (PN) Филип Натан         | Монетный двор: Королевский Канадский монетный двор, Оттава, Канада | Монетный двор: Королевский Канадский монетный двор, Оттава, Канада |
| монета 5 центов 2012 Барбадос | Номинал: 5 центов          | Металл: Сталь с латунным покрытием | Тираж:                                                             | Качество:                                                          |
| монета 5 центов 2012 Барбадос | Выпущена: 2008—2014        | Диаметр: 21 мм                     | Вес: 3,46 гр                                                       |                                                                    |
|                               | 10 центов                  |                                    |                                                                    |                                                                    |
| Художник:                     | Художник:                  | Монетный двор:                     | Монетный двор:                                                     |                                                                    |
| Номинал: 10 центов            | Металл:                    | Тираж:                             | Качество:                                                          |                                                                    |
| Выпущена: 2005                | Диаметр:                   | Вес:                               |                                                                    |                                                                    |
|                               | 25 центов                  |                                    |                                                                    |                                                                    |
| Художник:                     | Художник:                  | Монетный двор:                     | Монетный двор:                                                     |                                                                    |
| Номинал: 25 центов            | Металл:                    | Тираж:                             | Качество:                                                          |                                                                    |
| Выпущена: 1998                | Диаметр:                   | Вес:                               |                                                                    |                                                                    |
|                               | 1 доллар                   |                                    |                                                                    |                                                                    |
| Художник:                     | Художник:                  | Монетный двор:                     | Монетный двор:                                                     |                                                                    |
| Номинал: 1 доллар             | Металл:                    | Тираж:                             | Качество:                                                          |                                                                    |
| Выпущена: 1998                | Диаметр:                   | Вес:                               |                                                                    |                                                                    |

## Банкноты
В 1882 году колониальный Банк выпустил банкноту 5 долларов. В 1920 году, выпускались 20 и 100 долларов также выпущенных этим банком. В 1922 году, Barclays Bank, переняв инициативу колониального банка, начал выпускать банкноты 5, 20 и 100 долларов. Производство которых прекращено в 1940 году, а 5 долларов продолжали выпускаться до 1949 года.
Королевский монетный двор Канады выпустил в 1909 году банкноты достоинством в 5, 20 и 100 долларов. С 1920 года эти банкноты выпускались в фунтах стерлингов, по обменному курсу 5 долларов = 1 фунт 10 пенсов, 20 долларов = 4 фунтов 3 шиллинга 4 пенса и 100 долларов = 20 фунтов 16 шиллингов 8 пенсов. Банкноты в фунтах были выпущены до 1938 года. Канадский коммерческий банк выпустил банкноты с 1922 по 1940 годы, а также достоинством в 5, 20 и 100 долларов.
Между 1938 и 1949 года, правительство выпускало банкноты достоинством в 1, 2, 5, 20 и 100 долларов. Все имели портрет короля Георга VI на лицевой стороне.
В 1973 году Центральный банк Барбадоса выпустил новую серию банкнот, достоинством в 1, 5, 10, 20 и 100 долларов. 1 доллар вскоре был заменен монетой, а банкнота 2 доллара введена в 1980 году, и затем 50 долларов в 1989 году. Эти банкноты в настоящее время в обращении.

## Банкноты основного обращения образца 2007 года
В обороте находятся банкноты номиналом 2, 5, 10, 20, 50 и 100 долларов 2007 года выпуска.
Банкноты старых, после 1973 года, выпусков являются платёжным средством и изымаются из оборота по мере износа.
2 мая 2013 года в обращение поступила новая серия банкнот с изменениями в дизайне.
| Серия 2007 года | Серия 2007 года | Серия 2007 года    | Серия 2007 года | Серия 2007 года       | Серия 2007 года              | Серия 2007 года                     | Серия 2007 года |
| Изображение     | Изображение     | Номинал (долларов) | Размеры (мм)    | Основные цвета        | Описание                     | Описание                            | Год печати      |
| Аверс           | Реверс          | Номинал (долларов) | Размеры (мм)    | Основные цвета        | Аверс                        | Реверс                              | Год печати      |
| --------------- | --------------- | ------------------ | --------------- | --------------------- | ---------------------------- | ----------------------------------- | --------------- |
|                 |                 | 2                  | 65 х 150        | синий, розовый        | Портрет Джона Р. Бовэлла     | Трафальгарская площадь в Бриджтауне | 2007            |
|                 |                 | 5                  | 65 х 150        | зелёный, жёлтый       | Портрет Франка Уорелла       | Трафальгарская площадь в Бриджтауне | 2007            |
|                 |                 | 10                 | 65 х 150        | оранжевый, зелёный    | Портрет Чарлза О`Нила        | Трафальгарская площадь в Бриджтауне | 2007            |
|                 |                 | 20                 | 65 х 150        | фиолетовый, оранжевый | Портрет Самуэля Дж. Прескода | Трафальгарская площадь в Бриджтауне | 2007            |
|                 |                 | 50                 | 65 х 150        | голубой, коричневый   | Портрет Эррола Бэрроу        | Трафальгарская площадь в Бриджтауне | 2007            |
|                 |                 | 100                | 65 х 150        | синий, коричневый     | Портрет сэра Грэнтли Адамса  | Трафальгарская площадь в Бриджтауне | 2007            |

## Режим валютного курса
Курс барбадосского доллара привязан к доллару США в соотношении 1 американский доллар = 2 барбадосских.